# Число Гретца
Число Гретца ({\displaystyle \mathrm {Gz} }) — критерий подобия в гидродинамике, определяющий соотношение между теплоёмкостью и теплопроводностью жидкости. Оно выражается следующим образом:
{\displaystyle \mathrm {Gz} ={\frac {q_{m}c_{p}}{\varkappa L}}={\frac {q_{m}}{\chi \rho L}},}
где
- {\displaystyle q_{m}={\frac {dm}{dt}}} — скорость переноса массы;
- {\displaystyle \varkappa } — коэффициент теплопроводности;
- {\displaystyle c_{p}} — удельная теплоёмкость при постоянном давлении;
- {\displaystyle L} — характеристическая длина;
- {\displaystyle \rho } — плотность;
- {\displaystyle \chi ={\frac {\varkappa }{\rho c_{p}}}} — температуропроводность.

Названо в честь немецкого физика Лео Гретца.